# Arzama brehmei
Arzama brehmei là một loài bướm đêm trong họ Noctuidae.